# Emmonsite
La emmonsite è un minerale.